# Schloss Kammer

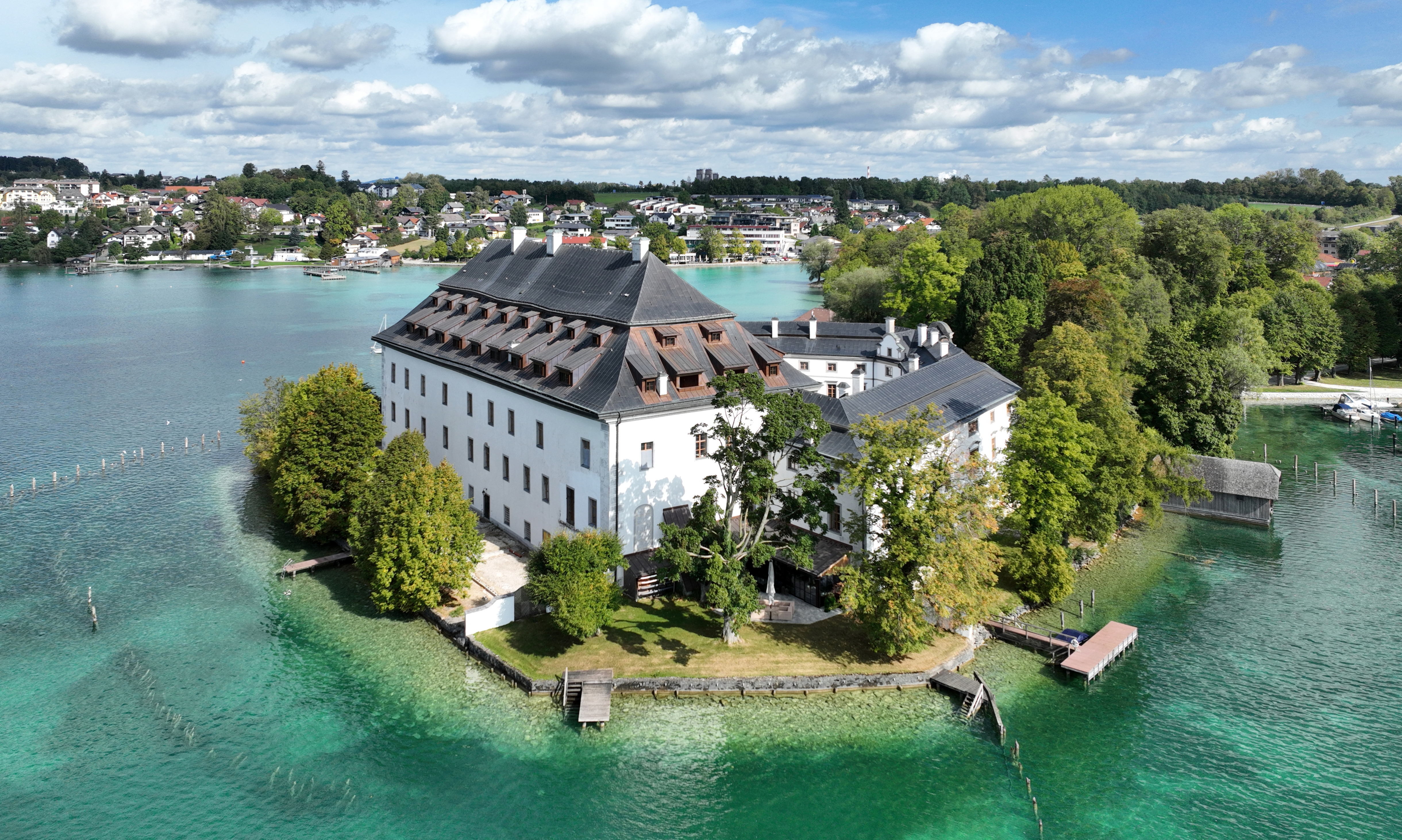
Südsüdwestansicht von Schloss Kammer

Das Schloss Kammer ist ein Wasserschloss in Schörfling am Attersee (Hauptstraße 28) in Oberösterreich. Die alternative, veraltende Bezeichnung Kammersee für den See bezieht sich auf dieses Schloss und damit auf das Salzkammergut.

## Lage
Das heute auf einer Halbinsel, ursprünglich auf einer Insel (mit Steg zum Land) im nördlichen Attersee gelegene Schloss ist ein massiver, rechteckiger, dreigeschoßiger Bau mit zwei niedrigen Seitenflügeln, die einen Hof umschließen.

## Geschichte

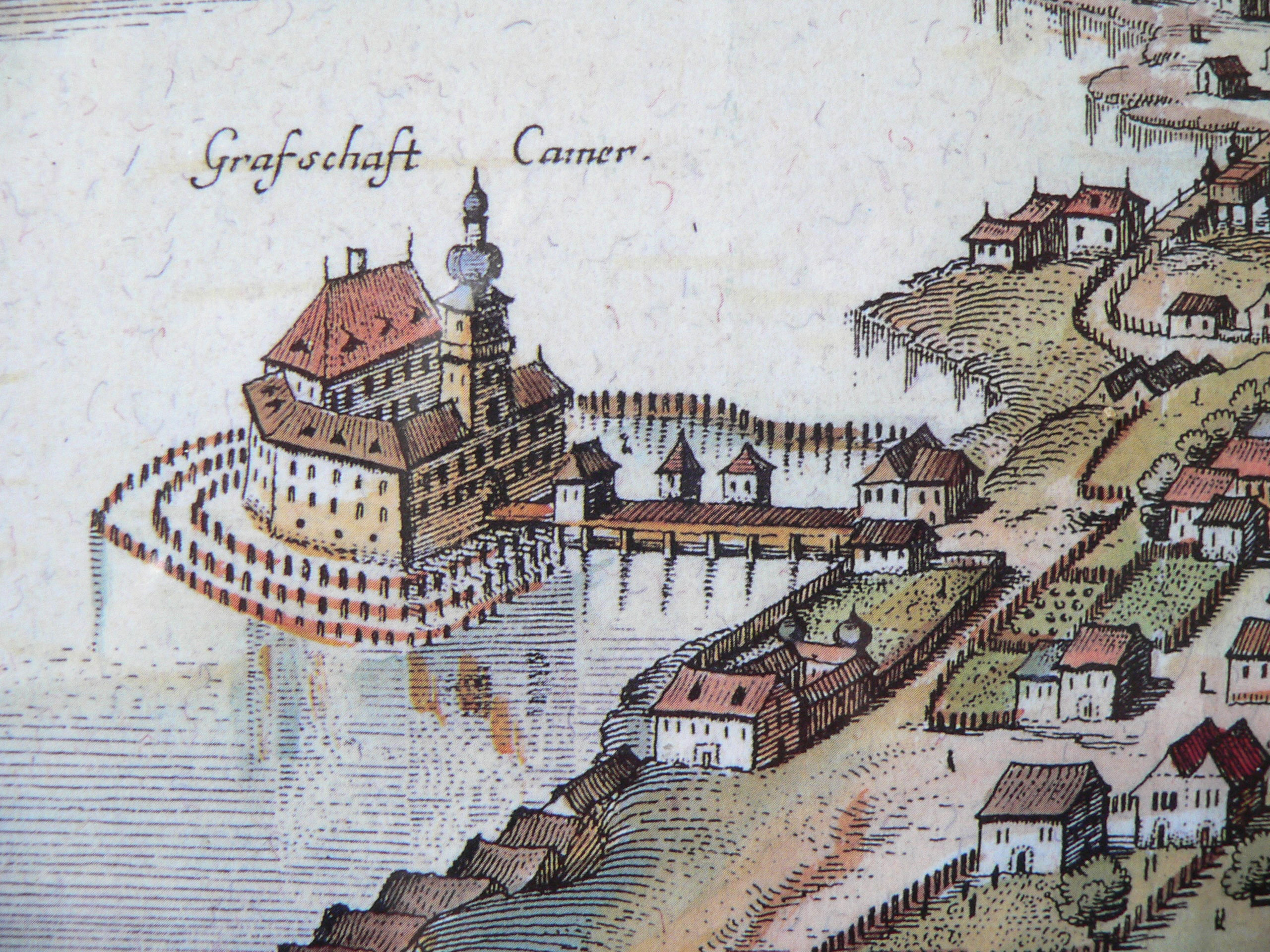
Schloss Kammer, Ausschnitt aus der Topographia Provinciarum Austriacarum von Matthäus Merian (1649–1716) mit Palisaden

Der erste Besitzer war Haidfalk von Chammer im Jahr 1165. Ab 1200 erhob sich hier eine wehrhafte Festung, die der Grafschaft Schaunberg gehörte und als deren Lehen zum Mittelpunkt des Attergaues wurde. 1249 werden die Brüder Gotfrid und Haidfolch de Chamer in einer Urkunde genannt. Im Zuge der Fehde zwischen Graf Heinrich von Schaunberg und Herzog Albrecht III. von Österreich wird Kammer von Reinprecht II. von Walsee für den Herzog erobert. 1386 musste die Burg dann zwangsweise an die Habsburger verkauft werden. Unter den Habsburgern wurde Kammer mehrmals verpfändet, so an die Geymann, die Wallsee, die Praun oder die Polheimer. 1483 wurde als Pfleger Christoph Jörger eingesetzt. 1488 wird Tiburtius Sinzendorfer mit Kammer belehnt. 1570 fiel die Herrschaft an den Kaiser Maximilian II. zurück, wobei Kammer dann dem Hektor Pirschinger zur Pflege übergeben wurde, von 1576 bis 1581 war Hans von Hohberg hier kaiserlicher Verweser. 
1581 verkaufte Kaiser Rudolf II. die Herrschaft Kammer zugleich mit den Herrschaften Kogl und Frankenburg an den Freiherrn Johann Khevenhüller. Khevenhüller wurde 1593 zum Grafen erhoben und aus den vereinigten Herrschaften wurde die „Grafschaft Frankenburg“. Die Khevenhüllers haben nach der zeitweiligen Besetzung von Oberösterreich durch die Bayern (1810–1816) die Herrschaften Kogl und Frankenburg verkauft, nur Kammer verblieb weiterhin in ihrem Besitz. 
Nächster Eigentümer war August Horváth von Szent György (1886), dem der Besitz durch seine Frau Ida, geborene Gräfin Khevenhüller, zugebracht wurde. Diese verkaufte, finanziell ruiniert, 1904 das Schloss an die Landes-Hypothekenanstalt, welche es im gleichen Jahr an Julius Steiner veräußerte. 1909 war Sophie Gassauer die Besitzerin. 1925 wurde das Schloss hälftig von der Berliner Schauspielerin Eleonora von Mendelssohn und ihrem späteren Ehemann Rittmeister Emmerich von Jeszenszky erworben, der nach der Scheidung 1936 alleiniger Besitzer wurde. Bis Anfang der 1990er Jahre war das Schloss im Besitz der Familie Jeszenszky, die auch den angrenzenden Meierhof bewirtschaftete. Anfang der 1990er Jahre wechselte der Besitz an die ehemalige Olympiasiegerin im Dressurreiten Sissy Max-Theurer, die das zu verfallen drohende Schloss renovierte. Einen Großteil des Schlossparks erwarb die Gemeinde Schörfling zur Errichtung einer öffentlichen Anlage.

## Architektur

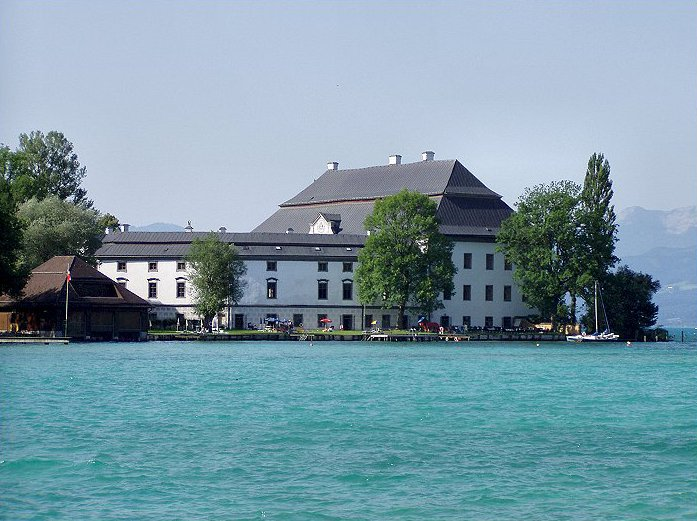
Schloss Kammer, von der Uferpromenade Seewalchen aus gesehen

Die ursprünglich aus dem 13. Jahrhundert stammende Veste Kammer wurde zwischen 1622 und 1649 zu einem dreigeschoßigen Seeschlosses umgestaltet (Rittersaal und Neues Schloss). Unter Leitung des Linzer Barockbaumeisters Johann Michael Prunner wurden diesem zwei niedrige Seitenflügel vorgesetzt, die im Erdgeschoß mit Arkaden versehen sind. Auch der Torbau stammt aus dieser Zeit. Im Schloss befindet sich eine mit Stuck verzierte und der Jungfrau Maria geweihte Kapelle aus dem 18. Jahrhundert. Erwähnenswert ist auch das von 1748 stammende Stiegenhaus, das zum Festsaal führt. 
Das Schloss ist in Privatbesitz und kann nur zu offiziellen Veranstaltungen besucht werden.

## Gustav Klimt und Schloss Kammer
Das Schloss und seine Umgebung wurden Anfang des 20. Jahrhunderts durch Gustav Klimt in zahlreichen Gemälden dargestellt, so zum Beispiel 1909/1910 mit dem 110 × 110 cm großen Ölgemälde Schloss Kammer am Attersee III, das heute in der Österreichischen Galerie Belvedere in Wien hängt. Ein weiteres Beispiel ist die zum Schloss führende Lindenallee, die er im Gemälde Allee zum Schloss Kammer, einem seiner berühmten Attersee-Bilder, darstellte.

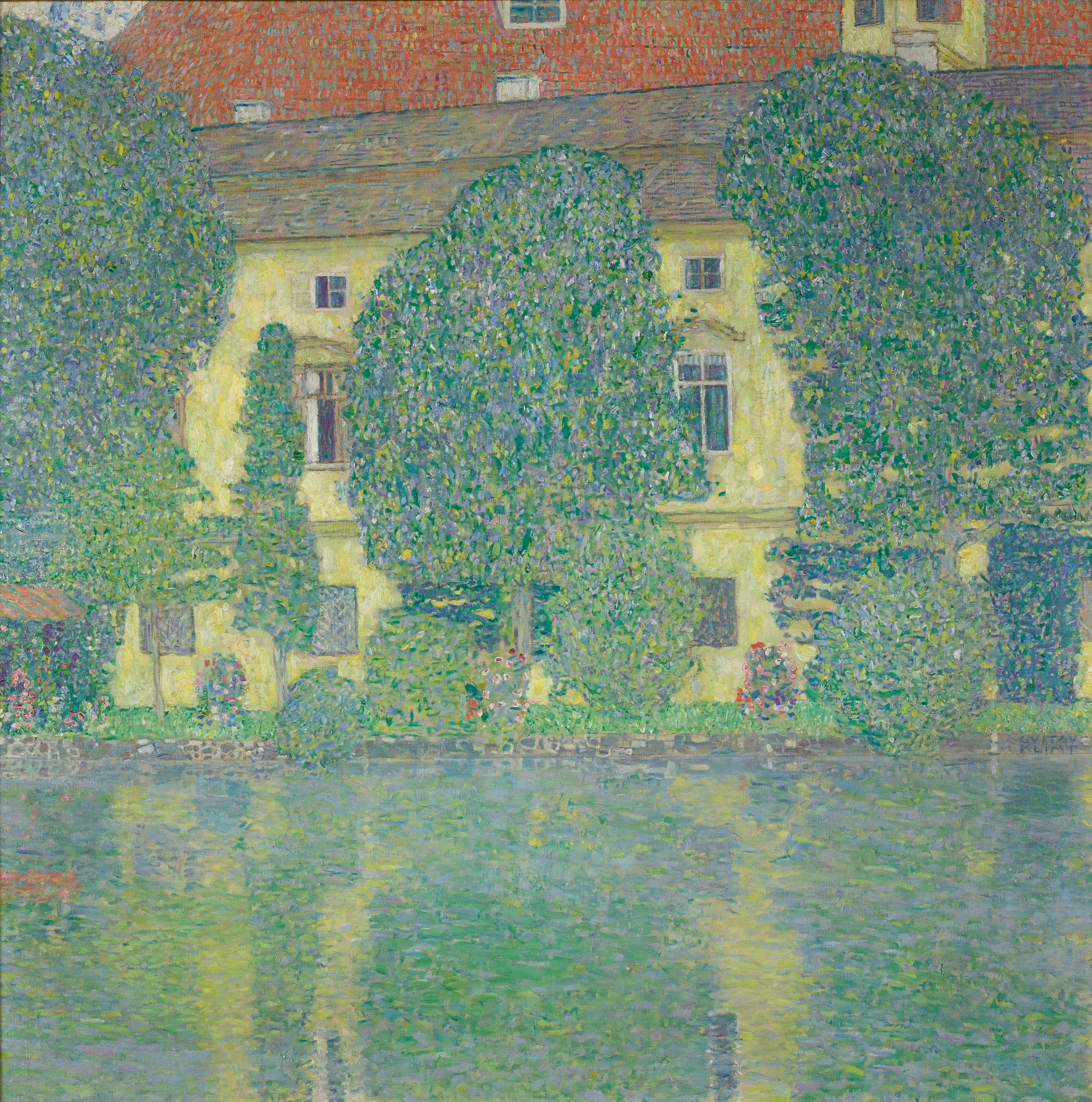
Gustav Klimt: Schloss Kammer am Attersee III, 1909/1910, Belvedere, Wien
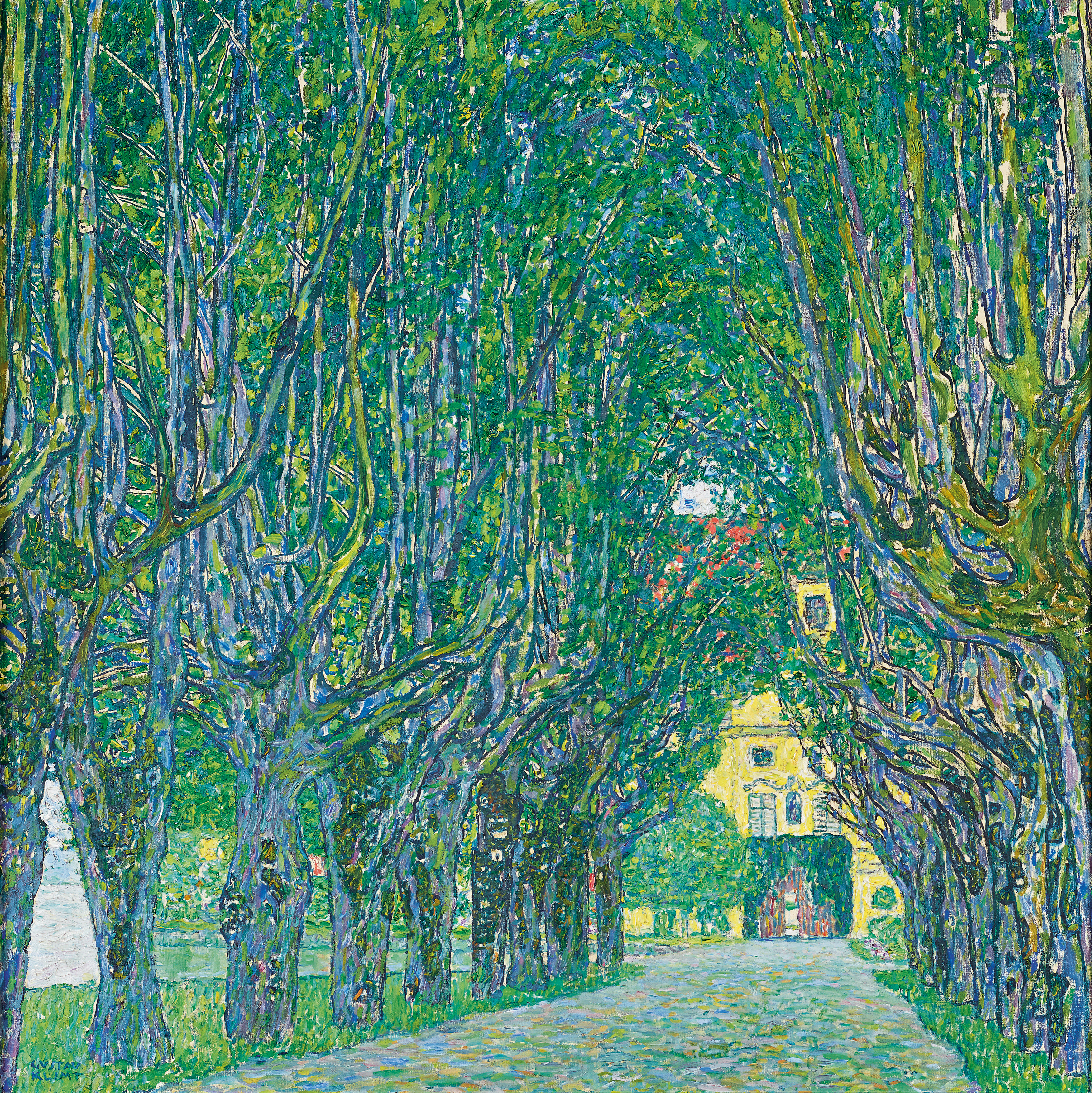
Gustav Klimt: Allee zum Schloss Kammer, 1912, Belvedere, Wien